# Аллен Чарльз Келлі
Аллен Чарльз Келлі (англ. Allen Charles Kelley; 5 вересня 1937 — 9 грудня 2017) — американський економіст, який викладав в Університеті Вісконсин-Медісон, а згодом в Дюккському університеті, де обіймав посаду професора економіки імені Джеймса Б. Дюка.
Народився в місті Еверетт, штат Вашингтон. Келлі вступив до Лінфілдського коледжу, а потім перевівся до Стенфордського університету, де став членом почесного товариства «Фі Бета Каппa». У 1964 році він отримав ступінь доктора економіки в Стенфорді. Після цього приєднався до викладацького складу Університету Вісконсину в Медісоні, а у 1973 році перейшов до Університету Дюка. Келлі очолював кафедру економіки Університету Дюка з 1974 до 1980 року і отримав звання професора економіки імені Джеймса Б. Дюка. Його дослідницькі інтереси включали моделювання обчислювальної загальної рівноваги. Під час роботи у Медісоні він розробив Систему обробки навчальної інформації, яку продовжував використовувати для викладання економічних принципів в Університеті Дюка. Крім того, Келлі активно залучав кошти для надання стипендій студентам першого року докторантури в галузі економіки. Він помер у віці 80 років 9 грудня 2017 року.